# Rajasthan
Il Rajasthan (hindi: राजस्थान) è lo Stato federato più grande dell'India (342.239 km², il 10,4% dell'area totale del Paese) ed è, con i suoi 68.621.012 (2011) abitanti, l'ottavo Stato più popolato; lingue ufficiali sono l'hindi ed il rajasthani. È situato nella parte settentrionale del Paese e comprende gran parte del vasto e inospitale Deserto del Thar (conosciuto anche come il "Deserto del Rajasthan" e "Gran Deserto Indiano"). A ovest confina con il Pakistan lungo la valle dei fiumi Sutlej e Indo. Per il resto confina con altri Stati federati indiani: Gujarat a sud-ovest, Madhya Pradesh a sud-est, Uttar Pradesh e Haryana a nord-est e Punjab a nord. La capitale, nonché la città più grande, è Jaipur, situata nella parte orientale.

## Storia
Lo Stato si è formato il 30 marzo 1949 quando la storica regione del Rajputana - così chiamata a causa del dominio della dinastia Rajput e quasi interamente coincidente con il moderno Rajasthan - venne fatta confluire nel Dominion of India. Terra un tempo divisa tra i principati dei raja in guerra fra loro, di pastori nomadi, fortezze, tradizioni antiche, è un baluardo del tradizionalismo e conservatorismo indiano. È oggi governata dal Congresso Nazionale Indiano.
Si trovano nel Rajasthan le rovine della civiltà della valle dell'Indo a Kalibanga e il complesso dei templi giainisti Dilwara, importante meta di pellegrinaggio nell'unica stazione montuosa del Rajasthan, il Monte Abu, nell'antica catena dei monti Aravalli. A est si trova il Parco nazionale di Keoladeo, vicino a Bharatpur, sito dichiarato Patrimonio dell'Umanità e noto per la presenza della più importante riserva di volatili dell'India. Il Rajasthan è anche la sede di due riserve nazionali per la tigre indiana, il Parco nazionale di Ranthambore, nella municipalità di Sawai Madhopur, ed il Parco nazionale di Sariska presso Alwar.
Una regione storica del Rajasthan fu il Dhundhar.

## Città principali
(censimento 2001)
| Città       | Popolazione |
| ----------- | ----------- |
| Jaipur      | 2.324.319   |
| Jodhpur     | 846.408     |
| Kota        | 695.899     |
| Bikaner     | 529.007     |
| Ajmer       | 485.197     |
| Udaipur     | 389.317     |
| Bhilwara    | 280.185     |
| Alwar       | 260.245     |
| Ganganagar  | 210.788     |
| Bharatpur   | 204.456     |
| Pali        | 187.571     |
| Sikar       | 184.904     |
| Tonk        | 135.663     |
| Hanumangarh | 129.654     |
| Beawar      | 123.701     |
| Kishangarh  | 116.156     |
| Jhunjhunu   | 100.476     |

## Geografia antropica

### Suddivisioni amministrative

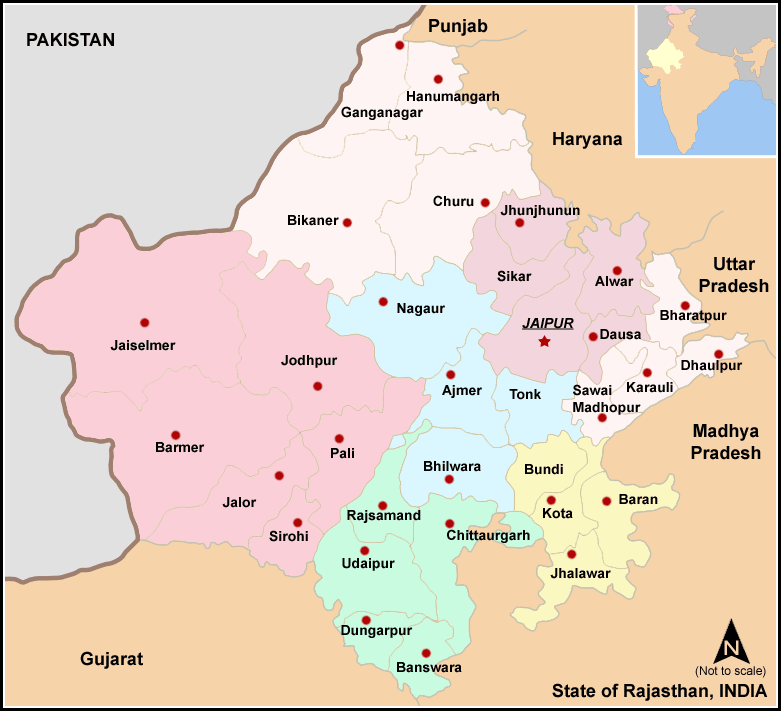
Le 7 divisioni con i 33 distretti

Il Rajasthan è suddiviso in 7 divisioni e in 33 distretti.
| Distretto      | Capoluogo      | Area (km²) | Popolazione (2011) | Divisione |
| -------------- | -------------- | ---------- | ------------------ | --------- |
| Ajmer          | Ajmer          | 8.481      | 2.180.526          | Ajmer     |
| Alwar          | Alwar          | 8.380      | 2.990.862          | Jaipur    |
| Banswara       | Banswara       | 5.037      | 1.500.420          | Udaipur   |
| Baran          | Baran          | 6.955      | 1.022.568          | Kota      |
| Barmer         | Barmer         | 28.387     | 1.963.758          | Jodhpur   |
| Bharatpur      | Bharatpur      | 5.066      | 2.098.323          | Bharatpur |
| Bhilwara       | Bhilwara       | 10.455     | 2.009.516          | Ajmer     |
| Bikaner        | Bikaner        | 27.244     | 1.673.562          | Bikaner   |
| Bundi          | Bundi          | 5.550      | 961.269            | Kota      |
| Chittorgarh    | Chittorgarh    | 10.856     | 1.802.656          | Udaipur   |
| Churu          | Churu          | 16.830     | 1.922.908          | Bikaner   |
| Dausa          | Dausa          | 2.950      | 1.316.790          | Jaipur    |
| Dholpur        | Dholpur        | 3.084      | 982.815            | Bharatpur |
| Dungarpur      | Dungarpur      | 3.770      | 1.107.037          | Udaipur   |
| Hanumangarh    | Hanumangarh    | 12.645     | 1.517.390          | Bikaner   |
| Jaipur         | Jaipur         | 14.068     | 5.252.388          | Jaipur    |
| Jaisalmer      | Jaisalmer      | 38.401     | 507.999            | Jodhpur   |
| Jalore         | Jalore         | 10.640     | 1.448.486          | Jodhpur   |
| Jhalawar       | Jhalawar       | 6.219      | 1.180.342          | Kota      |
| Jhunjhunu      | Jhunjhunu      | 5.928      | 1.913.099          | Jaipur    |
| Jodhpur        | Jodhpur        | 22.850     | 2.880.777          | Jodhpur   |
| Karauli        | Karauli        | 5.530      | 1.205.631          | Bharatpur |
| Kota           | Kota           | 12.436     | 1.568.580          | Kota      |
| Nagaur         | Nagaur         | 17.718     | 2.773.894          | Ajmer     |
| Pali           | Pali           | 12.387     | 1.819.201          | Jodhpur   |
| Pratapgarh     | Pratapgarh     | -          | -                  | Udaipur   |
| Rajsamand      | Rajsamand      | 4.768      | 986.269            | Udaipur   |
| Sawai Madhopur | Sawai Madhopur | 10.527     | 1.116.031          | Bharatpur |
| Sikar          | Sikar          | 7.732      | 2.287.229          | Jaipur    |
| Sirohi         | Sirohi         | 5.136      | 850.756            | Jodhpur   |
| Sri Ganganagar | Ganganagar     | 7.984      | 1.788.487          | Bikaner   |
| Tonk           | Tonk           | 7.194      | 1.211.343          | Ajmer     |
| Udaipur        | Udaipur        | 17.279     | 2.632.210          | Udaipur   |
| Rajasthan      | Jaipur         | 342.239    | 68,548,437         |           |